# باسیلیا فارما
باسیلیا فارما (انگلیسی: Basilea Pharma) شرکت داروسازی سوئیسی است، که در سال ۲۰۰۰ تأسیس شد.